# Antonín Vodička
Antonín Vodička (Černošice, 1 de março de 1907 - 9 de agosto de 1975) foi um futebolista checo que atuava como meio-campo.

## Carreira
Antonín Vodička fez parte do elenco da Seleção Checoslovaca de Futebol, na Copa de 1934, atuando em três partidas.

## Títulos
- Copa do Mundo: Vice - 1934